# Вікно Геммінга
Вікно Хаммінга належить до сім'ї вікон суми косинусів. Це сімейство також відоме як узагальнені косинусні вікна. Вікно Хаммінга  є припіднятим конусом вигляду:
{\displaystyle h(n)=\alpha +(1-\alpha )\cos \left[\left({\frac {2\pi }{N}}\right)n\right]}.
З відповідним спектром форми:
{\displaystyle H(\theta )=\alpha D(\omega )+{\frac {1-\alpha }{2}}\left[D\left(\omega -{\frac {2\pi }{N}}\right)+D\left(\omega +{\frac {2\pi }{N}}\right)\right].}
Параметр α дозволяє оптимізувати деструктивне скасування бічних пелюсток. Зокрема, коли {\displaystyle \alpha ={\frac {25}{46}}=0,543478261\ldots }, перший бічний пелюсток скасовується. Загальне наближення до цього значення α дорівнює 0,54, для якого вікно називається вікном Хаммінга і має вигляд:
{\displaystyle h(n)=0,54+0,46\cos \left[\left({\frac {2\pi }{N}}\right)n\right].}
Встановлення α=0,54, а точніше 25/46, створює вікно Хаммінга, запропоноване Річардом  Хаммінгом. Цей вибір ставить перетин нуля на частоті {\displaystyle {\frac {5\pi }{N-1}}}. Вікно Хаммінга часто називають проблиском Хаммінга, коли використовують для формування імпульсу.
Апроксимація коефіцієнтів до двох знаків після коми суттєво знижує рівень бічних пелюсток. У рівному розумінні оптимальним значенням коефіцієнта є α= 0,53836.

Час і спектральні коливання цього вікна показані на рисунку нижче. На другому рисунку зображено перетворення Фур'є (шкала вимірюється в децибелах).